# Grauer Orden
Der Graue Orden war ein an Ostern 1934 gegründeter Bund der katholischen Jugendbewegung, der seine Arbeit trotz der durch die Gestapo erlassenen Verbote der bündischen Jugend bis 1945 fortführen konnte.
Der Graue Orden entstand Anfang 1934 aus Gruppen der Deutschmeister-Jungenschaft (ursprünglich aus dem Quickborn kommend) und des Bundes Neudeutschland. Unter der Führung von Fritz Leist erfasste der Bund mehrere hundert Mitglieder in ganz Süd- und Westdeutschland. Da eines der Zentren des Bundes in Saarbrücken lag, konnte er seine Arbeit bis zur Rückgliederung des Saargebiets in das Deutsche Reich am 1. März 1935 weitgehend unbehelligt fortsetzen, Mitglieder der Freiburger Gruppe wurden aber bereits im Frühjahr 1934 von der Gestapo in Schutzhaft genommen. Während der Haftzeit verfasste Günther Schmich die kleine Schrift Meister des Ordens. Zu der Freiburger Gruppe gehörte auch der damalige Forstassessor Hansjörg Oeschger, der als Bundesführer der katholischen Quickborn-Bewegung das Gründungstreffen mit organisiert hatte. Er stand unter Gestapo-Überwachung, wurde zeitweise verhaftet und sollte in ein Konzentrationslager eingeliefert werden, was nur durch seine Einberufung zur Wehrmacht verhindert wurde.
In seinen Gruppen beschäftigte sich der Graue Orden unter anderem mit der von Romano Guardini angestoßenen liturgischen Bewegung. Im Vordergrund standen aber die für bündische Gruppen üblichen Betätigungen wie das gemeinsame Singen und die Großfahrten, die die Gruppen unter anderem nach Lappland und Montenegro führten. Ehemalige Mitglieder beschrieben den Grauen Orden als grundsätzlich unpolitisch; politische Fragen hätten im Gruppenleben keinen Platz gehabt.
Anfang 1938 verhaftete die Gestapo 18 führende Mitglieder des Grauen Ordens wegen „bündischer Umtriebe“, unter ihnen Leist und Willi Graf. Nach etwa drei Monaten wurden alle aufgrund einer nach der Annexion Österreichs ergangenen Amnestie entlassen. Obwohl sich Leist nach der Haftentlassung von einer Weiterführung des Bundes und der bündischen Jugend distanzierte, bestand der Graue Orden bis 1945 als Freundeskreis fort.
Nachdem sich Graf 1942 der Weißen Rose angeschlossen hatte, bat er bei Leist um die Unterstützung der Aktivitäten durch die Mitglieder des Grauen Ordens. Leist lehnte dies ab.
In der zweiten Hälfte des Zweiten Weltkriegs kamen die Aktivitäten des Grauen Ordens weitgehend zum Erliegen, lediglich brieflicher Kontakt wurde noch gehalten. Dies lag zum einen an der ab 1942 nochmals einsetzenden Verfolgung der bündischen Jugend, zum anderen aber an der sinkenden Zahl der Mitglieder, da ein großer Teil bereits im Krieg gefallen war.